# Philip K. Dick
Philip Kindred Dick, född 16 december 1928 i Chicago i Illinois, död 2 mars 1982 i Santa Ana i Kalifornien, var en mycket produktiv och inflytelserik amerikansk science fiction-författare. Han debuterade 1952 under SF-tidskrifternas blomstringstid i USA. Även om hans böcker var mycket uppskattade under hans livstid, så har uppskattningen efter hans död vuxit till något som nästan kan liknas vid en kult. Han är tidernas mest filmatiserade science fiction-författare med tolv filmer baserade på hans verk, bland annat Total Recall och Blade Runner.
Dick hade schizofreni, något som vid sidan av drogmissbruk kan ha gett stoff åt de litterära teman som han utforskade.

## Biografi
Philip Kindred Dick och hans tvillingsyster Jane Charlotte Dick föddes 6 veckor för tidigt den 16 december 1928 i Chicago. Föräldrarna var Dorothy Kindred Dick och Joseph Edgar Dick som arbetade för amerikanska jordbruksdepartementet. Tvillingsystern dog vid sex veckors ålder och Dick präglades under hela sitt liv av denna förlust, vilket i synnerhet uttrycktes i skrivandet där han ofta återkom till motivet med en så kallad spöktvilling.
Familjen bosatte sig i San Francisco Bay Area och när Dick fyllde fem år förflyttades fadern till Reno i Nevada. Hans mor vägrade flytta med och skilde sig från fadern och fick ensam vårdnaden om Philip. Hon bestämde sig för att uppfostra sonen på egen hand och skaffade därför ett arbete och flyttade till Washington, D.C.. Mellan 1936 och 1938 var sonen inskriven i John Eaton Elementary School men lyckades inte särskilt bra med sina studier. Trots usla betyg i skrivning kommenterade Dicks lärare att han redan som barn var mycket intresserad av berättelser och att han själv var en skicklig historieberättare. År 1940 läste han för första gången en science fiction-tidning "Stirring Science Stories".
Under sin livstid publicerade Dick 34 romaner, och ytterligare tolv har publicerats efter hans död 1982. Förutom romanerna skrev Dick fler än hundra noveller, och under sina sista år skrev han en samling texter, på tusentals sidor, som han kallade Exgesis,   varav ett urval gavs ut 2011. Skrifterna i Exegesis handlar om Dicks religiösa och spirituella upplevelser under 1970-talet, ett ämne som han tagit upp i andra former, bland annat i den skönlitterära romanen Valis från 1981.

Några av Dicks många verk är Androidens drömmar, Baklängesklockans värld, Mannen i det höga slottet och Ubik.
Dick dog några veckor innan filmen Blade Runner, som baseras på Do Androids Dream of Electric Sheep? från 1968, blivit färdig. Bland filmer som baserats på hans romaner och noveller kan nämnas Total Recall (baserad på novellen We Can Remember it for You Wholesale), Screamers (baserad på novellen Second Variety) och Minority Report (baserad på novellen från 1956 med samma namn).

## Studier
Dick studerade vid Berkeley High School i Berkeley i Kalifornien. Science fiction-författaren Ursula K. Le Guin gick i samma avgångsklass (1947) som Dick men på den tiden kände de ännu inte varandra. Efter examen från High School var han under en kortare period inskriven vid University of California, Berkeley, från september 1949 till den 11 november. Han läste kurser i historia, filosofi och zoologi och det var under sina filosofistudier som tanken växte fram kring hur människans inre uppfattning av verkligheten inte nödvändigtvis korresponderar med hur verkligheten är beskaffad. Dick menade att universum blott är en förlängning av Gud.
Efter studier av Platons verk och funderingar kring huruvida det existerar metafysiska världar drog han slutsatsen att det i princip inte existerar någon egentlig verklighet och att man därtill inte heller kan bevisa vare sig att den finns eller inte finns. Detta tema återkommer i ett flertal av hans romaner.
Under tiden vid Berkeley lärde Dick känna poeten Robert Duncan och poeten och lingvisten Jack Spicer som inspirerade honom till att uppfinna det marsianska språket.
Dick var gift med fem olika kvinnor; Jeanette Marlin (maj 1948 till november 1948), Kleo Apostolides (1950 till 1959), Anne Williams Rubinstein (1959 till 1965), Nancy Hackett (1966 till 1972), and Leslie (Tessa) Busby (1973 till 1977) och han fick tre barn, Laura Archer (1960), Isolde Freya Dick (numera Isa Dick Hackett) (1967) och Christopher Kenneth (1973). Han försökte hålla sig borta från den politiska scenen i eftersvallningarna efter Vietnamkriget, men deltog i viss antikrigsverksamhet, bland annat genom att delta i en protestaktion kallad "Writers and Editors War Tax Protest", som gick ut på att inte betala inkomstskatt. Detta ledde till att IRS (amerikanska skattemyndigheten) beslagtog hans bil.
Han mottog Hugopriset för bästa roman för Mannen i det höga slottet 1963, och Ubik från 1969 finns med på TIME Magazines lista över 100 bästa engelskspråkiga romaner sedan 1923.

## Död
Efter att ha blivit intervjuad av en journalist kontaktade Dick den 17 februari 1982, sin läkare och klagade på problem med synen. Han fick då rådet att genast uppsöka sjukhus men lydde inte detta råd. Dagen därpå hittades han medvetslös på golvet i hemmet i Santa Ana i Kalifornien då han hade drabbats av en stroke. Han fördes till sjukhus där han fick ytterligare en stroke som helt slog ut hjärnan och fem dagar senare, den 2 mars 1982, valde familjen att koppla bort honom från respiratorn varpå han avled. Philips far Joseph begravde sonens aska i Fort Morgan, Colorado tillsammans med tvillingsystern som hade dött 53 år tidigare.

### Romaner ordnade efter år för första manus
Publiceringsårtal inom parentes efter titeln. + visar följande omfattande utvidgning, * påföljande revidering eller mindre utvidgning
1950Gather Yourselves Together (1994)
1952Voices From the Street (2007)
1953Vulcan's Hammer (1960+) (Datorkriget, anonym översättning, Wahlströms mini-pocket, 1972)
Dr. Futurity (1960+)
The Cosmic Puppets (1957*)
1954Solar Lottery (1955*) (Lotteriet, översättning: Sam J. Lundwall, Lundwall Fakta & fantasi, 1991)
Mary and the Giant (1987*)
The World Jones Made (1956)
1955Eye in the Sky (1957)
The Man Who Japed (1956)
1956A Time for George Stavros (manus förlorat)
Pilgrim on the Hill (manus förlorat)
The Broken Bubble (1988)
1957Puttering About in a Small Land (1985)
1958Nicholas and the Higs (manus förlorat)
Time Out of Joint (1959) (Ur led är tiden, översättning: Sam J. Lundwall, Lundwall Fakta & fantasi, 1990)
In Milton Lumky Territory (1985)
1959Confessions of a Crap Artist (1975)
1960The Man Whose Teeth Were All Exactly Alike (1982)
Humpty Dumpty in Oakland (1986)
1961The Man in the High Castle (1962) (Mannen i det höga slottet, översättning: Eva Gabrielsson, Kindberg, 1979; reviderad översättning, Bakhåll, 2016)
1962We Can Build You (1972)
Martian Time-Slip (1964) (Tidsskredet, överättning: Peder Carlsson, Kindberg 1979)
1963Dr. Bloodmoney, or How We Got Along After the Bomb (1965)
The Game-Players of Titan (1963) (ISBN 0-679-74065-1)
The Simulacra (1964)
The Crack in Space (1966+)
Now Wait for Last Year (1966)
1964Clans of the Alphane Moon (1964)
The Three Stigmata of Palmer Eldritch (1965) (Marsiansk mardröm, översättning: Gunilla Dahlblom, K G Johansson, Laissez faire, 1984) ("Palmer Eidritchs tre stigman, "reviderad version av samma översättning", Bakhåll, 2014)
The Zap Gun (1967)
The Penultimate Truth (1964) (Näst sista sanningen, översättning: Andreas Vesterlund. Bakhåll 2018)
Deus Irae with Roger Zelazny (1976*+)
The Unteleported Man (1966 / 1983+ / 1984*+ as Lies, Inc.)
1965The Ganymede Takeover with Ray Nelson (1967*)
Counter-Clock World (1967) (Baklängesklockans värld, översättning: Erik Andersson, Bakhåll, 1989; Motursvärlden, översättning och efterord: John-Henri Holmberg, Bakhåll, 2016)
1966Do Androids Dream of Electric Sheep? (1968) (Androidens drömmar, översättning: Roland Adlerberth, Bernce, 1974; ny upplaga med titel Blade runner, Bakhåll, 1994)
Nick and the Glimmung (for children) (1988)
Ubik (1969) (Ubik, översättning: Johan Frick, Bakhåll, 1991)
1968Galactic Pot-Healer (1969) (Glimmungs värld, översättning: K G Johansson & Gunilla Dahlblom, Laissez faire, 1983)
A Maze of Death (1970) (Dråparen, översättning: Erik Andersson, Delta, 1985)
1969Our Friends from Frolix 8 (1970)
1970Flow My Tears, The Policeman Said (1974*) (Flöda min gråt sa polisen, översättning: Sven Christer Swahn, Bernce, 1975)
1973A Scanner Darkly (1977*) (Skannad i dunklet, översättning: Andreas Vesterlund, Bakhåll, 2015)
1976Radio Free Albemuth (1985)
1978VALIS (1981) (Valis, översättning: Andreas Vesterlund, Bakhåll, 2017)
1980The Divine Invasion (1981)
1981The Transmigration of Timothy Archer (1982)
The Library of America har återutgett fyra Dick-romaner:
2007Philip K. Dick: Four Novels of the 1960s: The Man in the High Castle / The Three Stigmata of Palmer Eldritch / Do Androids Dream of Electric Sheep? / Ubik (2007)

### Noveller
Philip K. Dicks noveller har nyligen återutgivits i fem samlingsvolymer, som följer:
1. The Short Happy Life of the Brown Oxford and Other Stories, ISBN 0-8065-1153-2
2. We Can Remember It for You Wholesale and Other Stories, ISBN 0-8065-1209-1
3. Second Variety and Other Stories, ISBN 0-8065-1226-1
4. The Minority Report and Other Stories, ISBN 0-8065-1276-8
5. The Eye of the Sibyl and Other Stories, ISBN 0-8065-1328-4

1952
Beyond Lies the Wub
The Gun
The Little Movement
The Skull
The Variable Man
1953
The Builder
Colony ("Mördande maskerad", anonym översättning, i Galaxy, 1960: nr 1, s. 177-194)
The Commuter
The Cookie Lady
The Cosmic Poachers
The Defenders
Expendable
The Eyes Have It
The Great C
The Hanging Stranger
The Impossible Planet
Impostor
The Indefatigable Frog
The Infinities
The King of the Elves – option av Disney Animation i (juni 2006)
Martians Come in Clouds
Mr. Spaceship
Out in the Garden
Paycheck
Piper in the Woods
Planet for Transients
The Preserving Machine ("Bevarelsemaskinen", översättning: Gunnar Gällmo, i JVM, nr 358 (1976), s. 49-60)
Project: Earth
Roog
Second Variety ("Världen i brand", anonym översättning, i Häpna!, del 1 i nr 5 1962, s. 67-94 och del 2 i nr 6 1962, s. 78-95)
Some Kinds of Life
The Trouble with Bubbles
The World She Wanted
1954
A World of Talent
The Last of the Masters
Adjustment Team
Beyond the Door
Breakfast at Twilight
The Crawlers
The Crystal Crypt
Exhibit Piece
The Father-thing
The Golden Man
James P. Crow
Jon's World
The Little Black Box
Meddler
Of Withered Apples
A Present for Pat
Prize Ship
Progeny
Prominent Author
Sales Pitch
Shell Game
The Short Happy Life of the Brown Oxford
Small Town
Souvenir
Strange Eden
Survey Team
Time Pawn
Tony and the Beetles
The Turning Wheel
Upon the Dull Earth
1955
Autofac
Captive Market
The Chromium Fence
Foster, You're Dead!
The Hood Maker
Human Is
The Mold of Yancy
Nanny
Psi-man Heal My Child!
Service Call
A Surface Raid
Vulcan's Hammer
War Veteran
1956
A Glass of Darkness
Minority Report
Pay for the Printer
To Serve the Master
1957
Misadjustment
The Unreconstructed M
1958
Null-o
1959
Explorers We
Fair Game
Recall Mechanism
War Game
1963
All We Marsmen
The Days of Perky Pat
If There Were No Benny Cemoli
Stand-by
What'll We Do With Ragland Park?
1964
Cantata 140
A Game of Unchance
Novelty Act
Oh, to be a Blobel!
Orpheus with Clay Feet
Precious Artifact
The Unteleported Man
The War with the Fnools
Waterspider
What the Dead Men Say
1965
Project Plowshare
Retreat Syndrome
1966
Holy Quarrel
We Can Remember It for You Wholesale ("Minnen en gros", översättning: Gunnar Gällmo, i JVM, nr 348 (1973), s. 9-17. Även i Det hände i morgon. 1", s. 114-140)
Your Appointment Will Be Yesterday
1967
Faith of our Fathers
Return Match
1968
Not By Its Cover
The Story To End All Stories
1969
A. Lincoln, Simulacrum
The Electric Ant ("Den elektriska myran", översättning: Gunnar Gällmo, i JVM, nr 367 (1978), s. 24-46. Även i Det hände en morgon. 9, s. 120-142)
1972
Cadbury, the Beaver Who Lacked
1974
The Different Stages of Love
The Pre-persons ("Förmänniskorna", översättning: K. G. Johansson och Gunilla Dahlblom, i Framtiden inför rätta, Timbro, 1984, s. 48-71) ("Omänniskorna", översättning Sam J. Lundwall, i JVM, nr 422 (1987), s. 58-86)
A Little Something For Us Tempunauts
1979
The Exit Door Leads In
1980
I Hope I Shall Arrive Soon - originaltitel Frozen Journey
Rautavaara's Case
Chains of Air, Web of Aether
1981
The Alien Mind ("Det främmande sinnet", översättning: Ingela Bergdahl, i JVM, nr 393 (1982), s. 43-45. Även i Det hände i morgon. 17, s. 205-208)
1984
Strange Memories Of Death
1987
The Day Mr. Computer Fell Out of Its Tree
The Eye of The Sibyl
Fawn, Look Back
Stability
1988
Goodbye, Vincent
1989
11-17-80
1992
The Name of the Game is Death

### Filmatiseringar
| Nr | Film                   | År   | Regissör          | Käll- publikation                    | År   | Typ    | TV- serier                                           | År   |
| -- | ---------------------- | ---- | ----------------- | ------------------------------------ | ---- | ------ | ---------------------------------------------------- | ---- |
| 1  | Blade Runner           | 1982 | Ridley Scott      | Do Androids Dream of Electric Sheep? | 1968 | Roman  | -                                                    | -    |
| 2  | Total Recall           | 1990 | Paul Verhoeven    | We Can Remember It For You Wholesale | 1966 | Novell | Total Recall 2070                                    | 1999 |
| 3  | Confessions d'un Barjo | 1992 | Jérôme Boivin     | Confessions of a Crap Artist         | 1975 | Novell | -                                                    | -    |
| 4  | Screamers              | 1995 | Christian Duguay  | Second Variety                       | 1953 | Novell | -                                                    | -    |
| 5  | Minority Report        | 2002 | Steven Spielberg  | Minority Report                      | 1956 | Novell | -                                                    | -    |
| 6  | Impostor               | 2002 | Gary Fleder       | Impostor                             | 1953 | Novell | Episode of Out of This World adapted by Terry Nation | 1962 |
| 7  | Paycheck               | 2003 | John Woo          | Paycheck                             | 1953 | Novell | -                                                    | -    |
| 8  | A Scanner Darkly       | 2006 | Richard Linklater | A Scanner Darkly                     | 1977 | Roman  | -                                                    | -    |
| 9  | Next                   | 2007 | Lee Tamahori      | The Golden Man                       | 1954 | Novell | -                                                    | -    |
| 10 | Radio Free Albemuth    | 2010 | John Alan Simon   | Radio Free Albemuth                  | 1976 | Roman  | –                                                    | –    |
| 11 | The Adjustment Bureau  | 2011 | George Nolfi      | Adjustment Team                      | 1954 | Novell | -                                                    | -    |
| 12 | Total Recall           | 2012 | Len Wiseman       | We Can Remember It For You Wholesale | 1966 | Novell | -                                                    | -    |
| 13 | King of the Elves      | 2013 | Chris Williams    | The King of the Elves                | 1953 | Novell | –                                                    | –    |
| 14 | -                      | -    | Frank Spotnitz    | The Man in the High Castle           | 1962 | Roman  | The Man in the High Castle (TV serie)                | 2015 |

- Dicks personliga essä Strange Memories of Death adapterades till en kortfilm med samma namn av  Yates House Studios,[17] men filmen har ännu inte distribuerats.

## Utmärkelser
- Asteroiden 9004 Peekaydee[18]
- Hugopris
  - Bästa roman
    - 1963 - The Man in the High Castle (vinnare)
    - 1975 - Flow My Tears, The Policeman Said (nominerad)

  - Bästa Långnovell
    - 1968 - Faith of Our Fathers (nominerad)
- Nebulapriset
  - Bästa Roman
    - 1965 - Dr. Bloodmoney (nominerad)
    - 1965 - The Three Stigmata of Palmer Eldritch (nominerad)
    - 1968 - Do Androids Dream of Electric Sheep? (nominerad)
    - 1974 - Flow My Tears, The Policeman Said (nominerad)
    - 1982 - The Transmigration of Timothy Archer (nominerad)
- John W. Campbell Memorial Award
  - Bästa Roman
    - 1975 - Flow My Tears, The Policeman Said (vinnare)

### Biografier
- Capanna, Pablo (1995). Philip K. Dick - Idios Kosmos. Almagesto (Spanish Language) ISBN 950-751-112-1
- Carrère, Emmanuel. Bent, Timothy. (translator) (2005). I Am Alive and You Are Dead: A Journey into the Mind of Philip K. Dick. Picador. ISBN 0-312-42451-5
- Dick, Ann R. (Former Wife). (1995). Search for Philip K. Dick, 1928-1982: A Memoir and Biography of the Science Fiction Writer. Edwin Mellen Press. ISBN 0-7734-9137-6
- Mason, Daryl. (2006). The Biography of Philip K. Dick. Gollancz. ISBN 0-575-07280-6
- Mini, Anne. (2006). A Family Darkly : Love, Loss, and the Final Passions of Philip K. Dick. Carroll & Graf. ISBN 0-7867-1638-X
- Rickman, Gregg. (1989). To the High Castle: Philip K. Dick: A Life 1928-1962. Fragments West.
- Sutin, Lawrence (Official biographer). (1989). Divine Invasions: A Life of Philip K. Dick. Citadel Press; Rep edition. ISBN 0-8065-1228-8
- Williams, Paul. (1986). Only Apparently Real - The Worlds of Philip K. Dick. Entwhistle Books. ISBN 0-934558-31-0
- Wilson, Colin. "Was Philip K. Dick Possessed by an Angel?" (1992) in Unsolved Mysteries Past and Present. Contemporary Books. ISBN 0-8092-4091-2

### Intervjuer
- Apel, D. Scott. (1999). Philip K. Dick : The Dream Connection. The Impermanent Press. ISBN 1-886404-03-8
- Lee, Gwen (ed). What If Our World Is Their Heaven? The Final Conversations Of Philip K. Dick. Overlook Press. ISBN 1-58567-378-1
- Rickman, Gregg. (1984). Philip K. Dick: In His Own Words. Fragments West.
- Rickman, Gregg. (1985). Philip K. Dick: The Last Testament. Fragments West.

### Längre kritiska studier
- Barlow, Aaron. (2005). How Much Does Chaos Scare You?: Politics, Religion, And Philosophy in the Fiction of Philip K. Dick. Lulu Press. ISBN 1-4116-3349-0
- Butler, Andrew M. (2000). Philip K. Dick. Pocket Essentials. ISBN 1-903047-29-3
- De Angelis, Valerio Massimo and Umberto Rossi (eds.) (2006). Trasmigrazioni: I mondi di Philip K. Dick. Le Monnier. ISBN 978-88-00-20475-0
- Frasca, Gabriele (2007). L'oscuro scrutare di Philip K. Dick. Meltemi. ISBN 978-88-8353-538-3
- Caronia, Antonio and Domenico Gallo (eds.) (2006). La macchina della paranoia: Enciclopedia dickiana. X Book. ISBN 978-88-950290-9-2
- Mackey, Douglas A. (1988). Philip K. Dick. Twayne. ISBN 0-8057-7515-3
- McKee, Gabriel. (2004). Pink Beams of Light from the God in the Gutter : The Science-Fictional Religion of Philip K. Dick. University Press of America. ISBN 0-7618-2673-4
- Mullen, R.D. (editor). (1992). On Philip K. Dick: 40 Articles from Science-Fiction Studies. SF-TH. ISBN 0-9633169-1-5
- Palmer, Christopher. (2003). Philip K. Dick : Exhilaration and Terror of the Postmodern. Liverpool Univ. Press. ISBN 0-85323-628-3
- Pierce, Hazel. (1982). Philip K. Dick. Borgo Press. ISBN 0-916732-33-9
- Robb, Brian J. (2006). Counterfeit Worlds: Philip K. Dick On Film. Titan Books (UK). ISBN 1-84023-968-9
- Robinson, Kim Stanley. (1989). The Novels of Philip K. Dick. Umi Research Press. ISBN 0-8357-2014-4
- Umland, Stanley J. (1995). Philip K. Dick: Contemporary Critical Interpretations. Greenwood Press. ISBN 0-313-29295-7
- Viviani, Gianfranco and Carlo Pagetti (eds.) (1989). Philip K. Dick: Il sogno dei simulacri. Nord. ISBN n.a.
- Warrick, Patricia S. (1987). Mind in Motion: The Fiction of Philip K. Dick. Southern Illinois Univ. Press. ISBN 0-8093-1326-X
- Warrick, Patricia S. (1986). Robots, Androids, and Mechanical Oddities: The Science Fiction of Philip K. Dick. Southern Illinois Univ. Press. ISBN 0-8093-1178-X